# タトラT3R
タトラT3Rは、かつてチェコのプラハに存在した鉄道車両メーカーのČKDタトラが製造した路面電車車両。同社が展開していたタトラT3を基に、車体設計や機器の近代化を実施した形式である。

## 概要

### 開発までの経緯
ビロード革命による民主化やビロード離婚による分割を経たチェコやスロバキア各都市の路面電車は財政難が大きな課題となっており、新型電車の導入と並行して既存の車両の車体や機器の近代化が積極的に行われた。その中で、チェコ・ブルノで路面電車（ブルノ市電）を運営するブルノ運営会社（現：ブルノ公共交通会社）は、チェコスロバキア時代から長期に渡って路面電車車両の製造を行っていたČKDタトラにボギー車（単車）のタトラT3の近代化工事を依頼し、1995年に1両の更新が実施された。これを受け、ČKDタトラは当時既に製造を終了していたT3の需要が未だ高いと判断し、この更新車両を元にしたモデルチェンジ車両を新たなラインナップとして展開する事を決定した。これらの車両は纏めて「T3R」と呼ばれる。

### 構造
開発にあたり重視されたのは、従来のタトラT3と比較しての運用コストの削減、保守の手間の軽減、快適性の向上であった。
車体形状は従来のT3を基にした設計を取り入れたが、前面形状は近代都市を意識した新たなデザインに変更され、インダストリアルデザイナーのパトリック・コタスによって設計された。この前面デザインは、以降近代化工事が施されたタトラカーにも多数採用される事となった。車内は運転室と客室が仕切りによって区切られる構造になっており、座席は進行方向を向いた1人掛けの布張り座席が左右に1列ずつ配置されていた。乗降扉は折戸ではなく両開きのプラグドアが用いられた。
電気機器については、制御装置が従来の抵抗制御方式から電機子チョッパ制御方式に変更され、消費電力が大幅に削減された他保守の簡素化も実現した。装置はゲートターンオフサイリスタ（GTO）方式のTV8形と絶縁ゲートバイポーラトランジスタ（IGBT）方式のTV14形から選択可能であった。補助電源を供給する電動発電機についても、定格600 V / 24 Vの静的コンバータへと交換された。また、運転台のモニターから機器の状況が確認出来る管理システムや情報通信システムも搭載された。

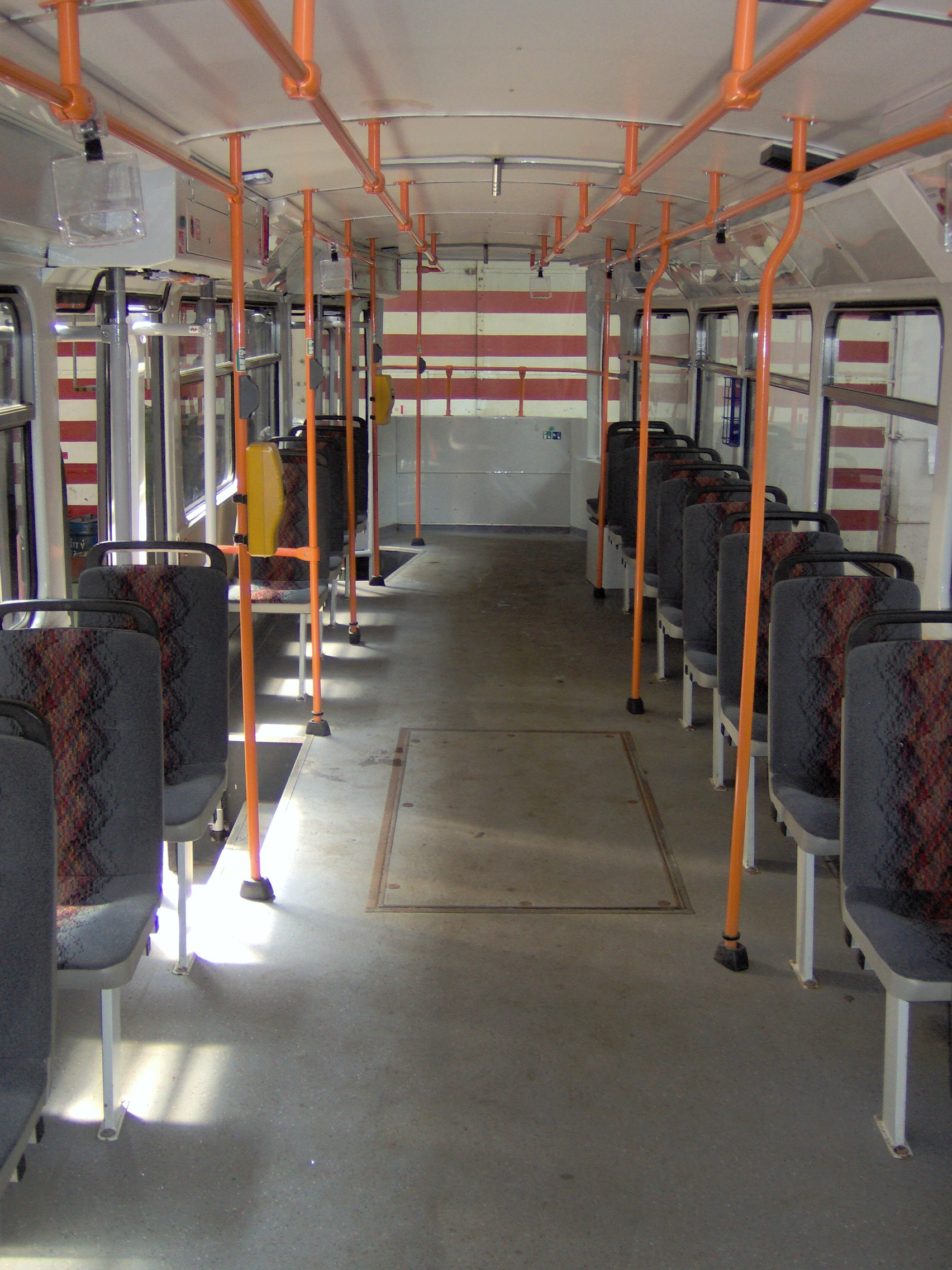
車内（ブルノ）
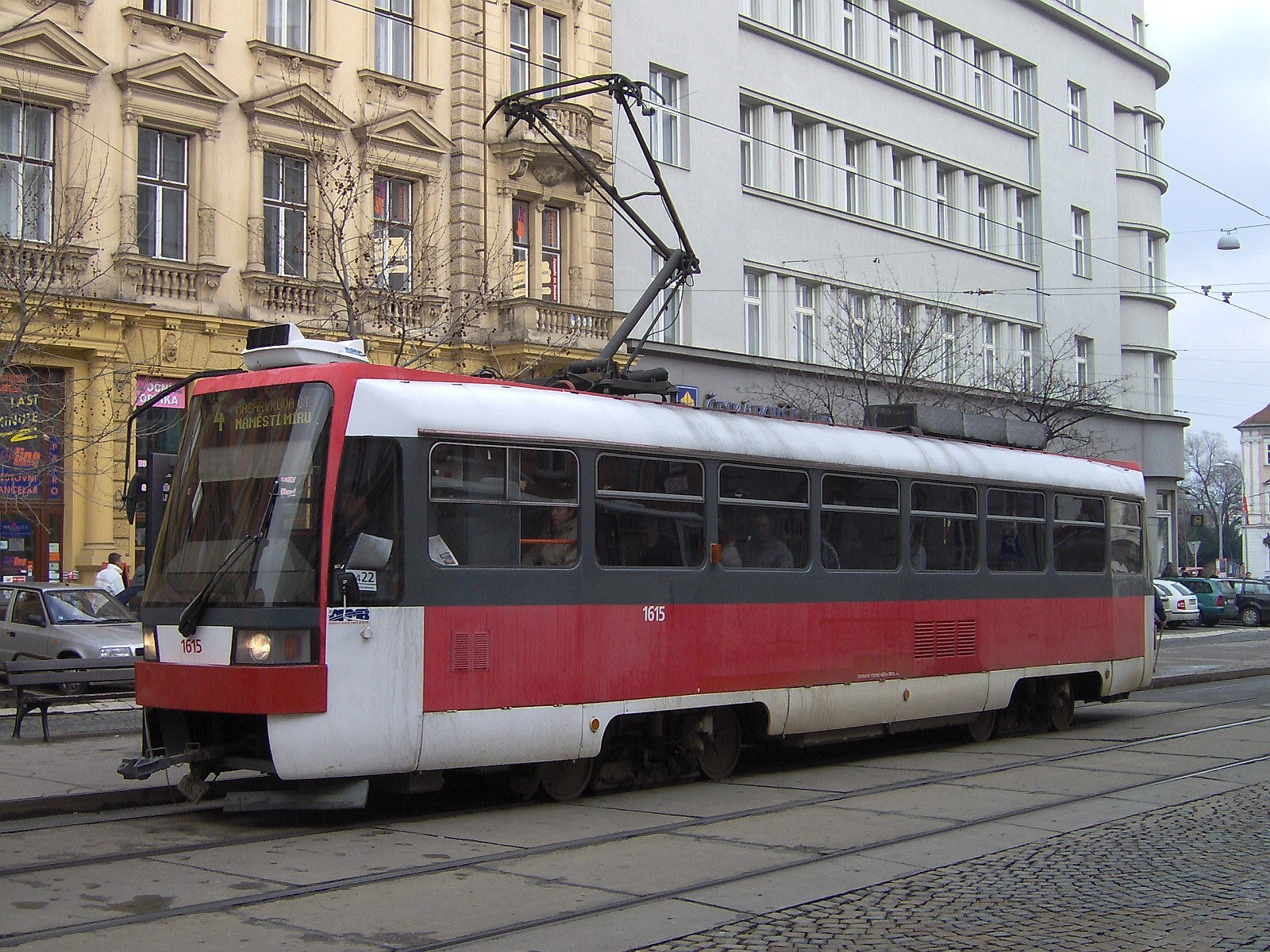
乗降扉は右側のみに設置されている（ブルノ）
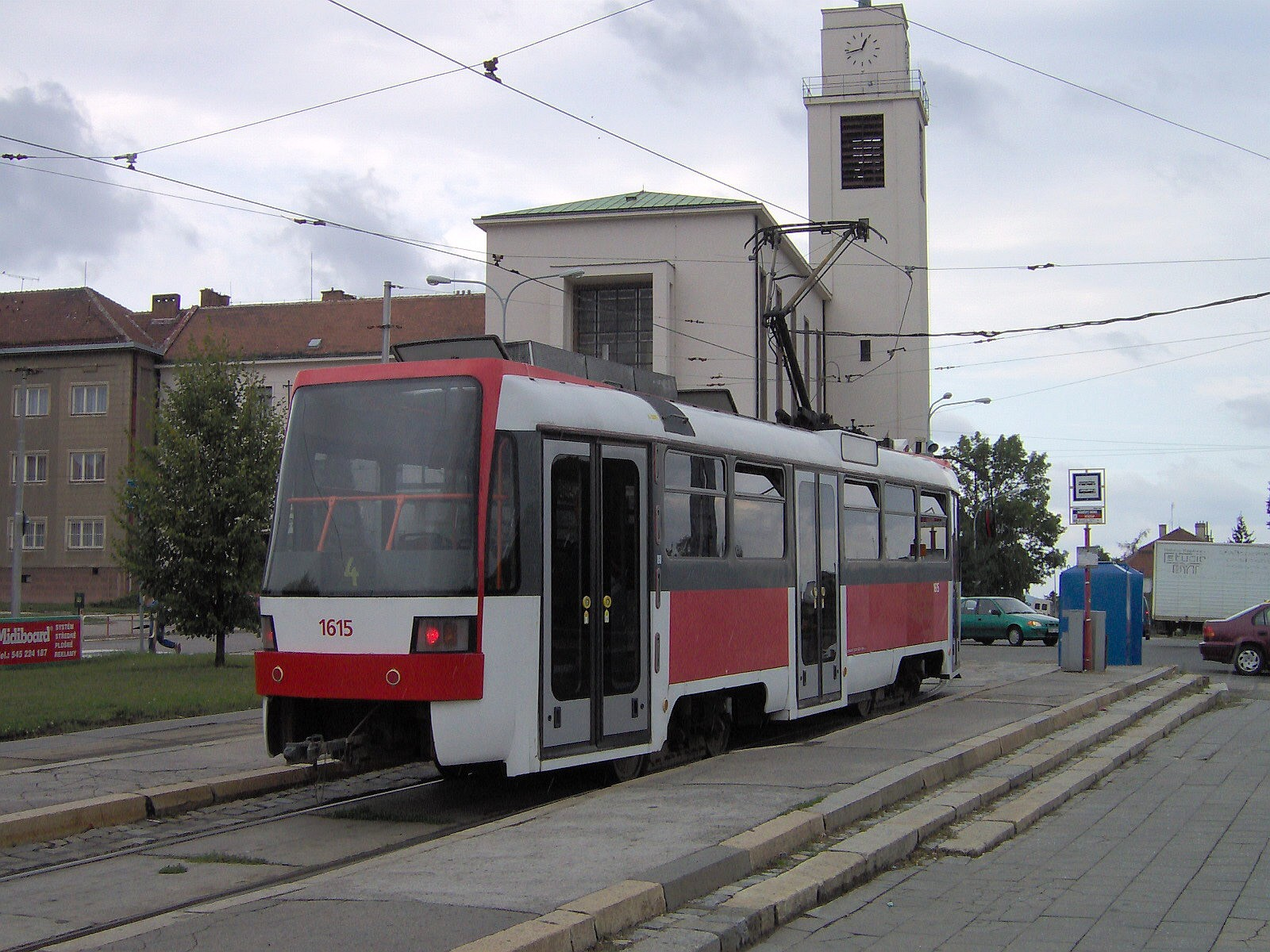
後方には運転台がない（ブルノ）

## 運用

### ブルノ

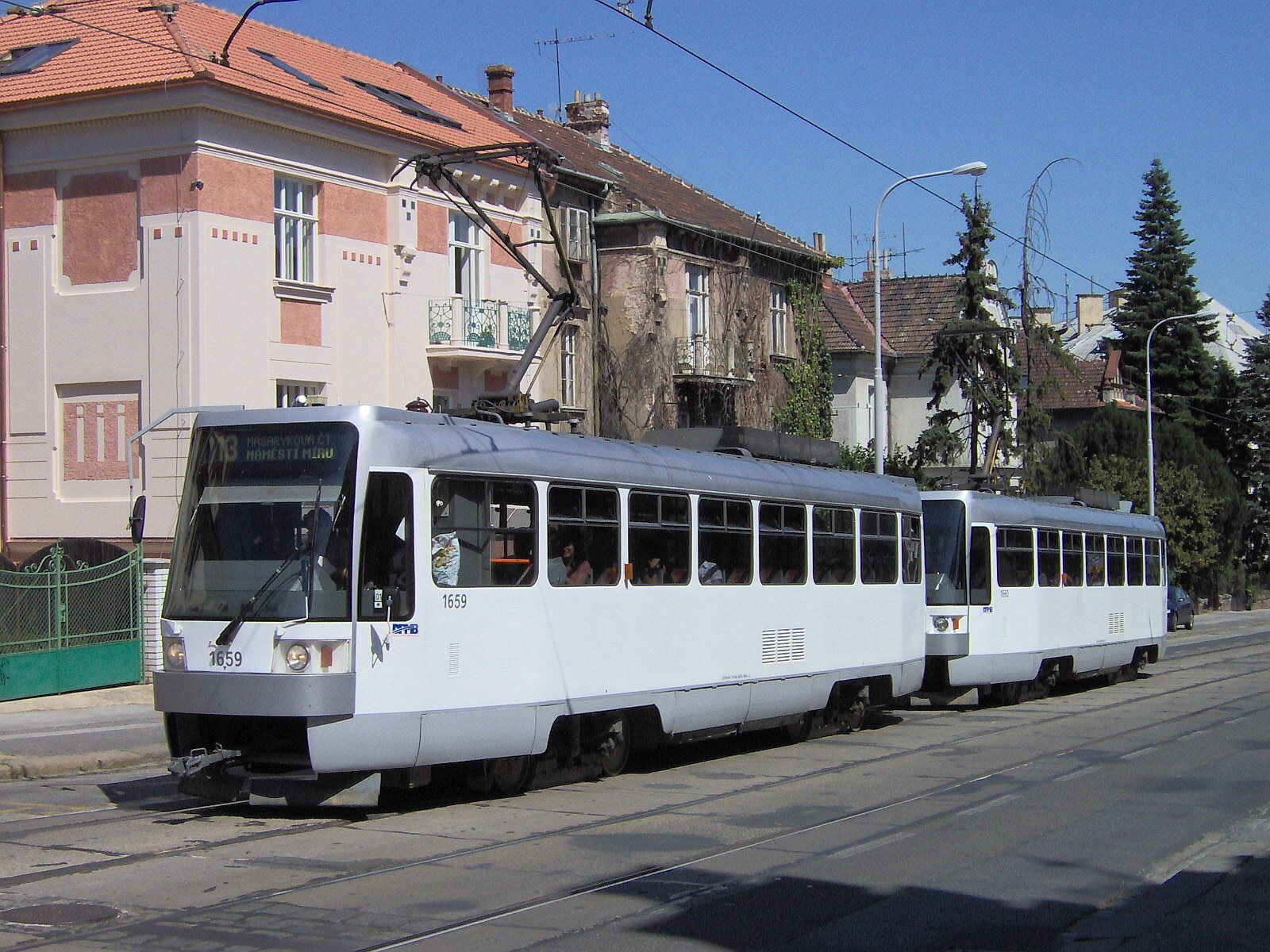
1659 + 1660（2007年撮影）

T3Rの最初の導入先となったブルノ市電には、まず1985年製のタトラT3SUCSの部品を用いた機器流用車（車体更新車）が試作車として1両（1615）製造される事になり、1995年に完成した後1996年にブルノに到着し、試運転を経て翌1997年3月から営業運転を開始した。続いて1996年4月から新造車両が運用に就き、翌1997年までに10両（1659 - 1668）が導入された。これらは電気機器としてTV8形制御装置を用いており、新造車両は同形式と2両編成を組んで使用されている。

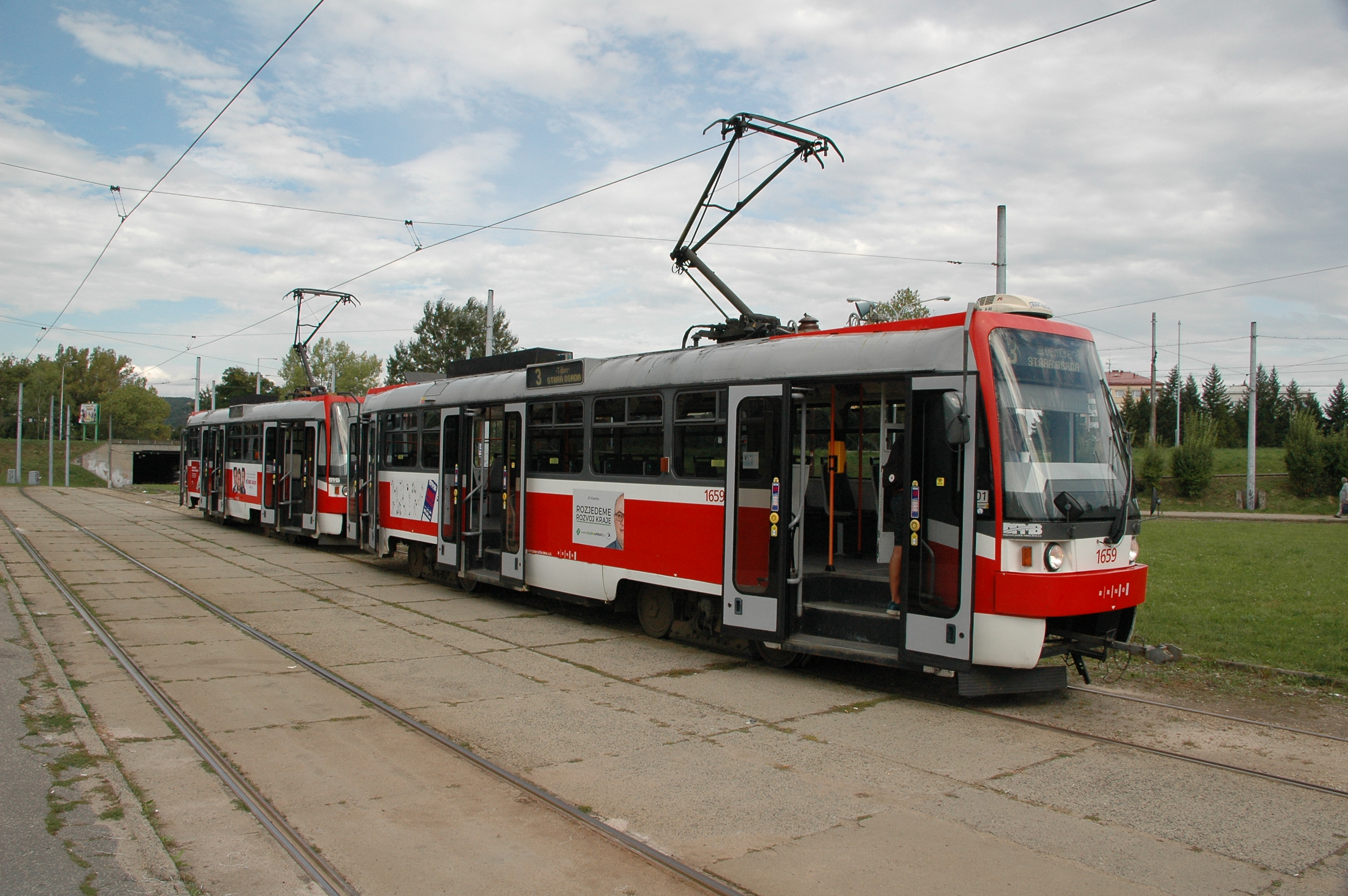
1659 + 1660（2016年撮影）
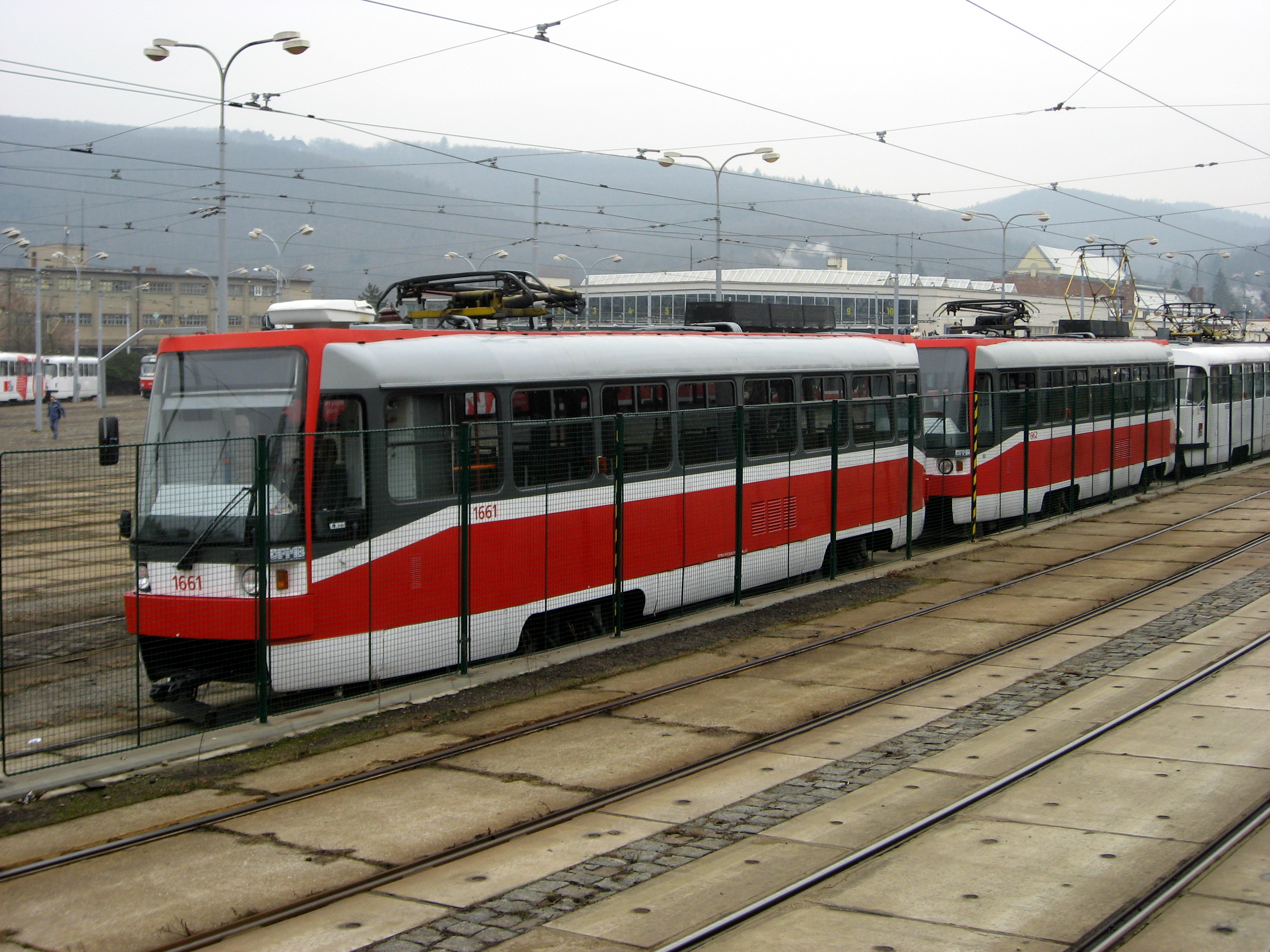
1661 + 1662（2009年撮影）
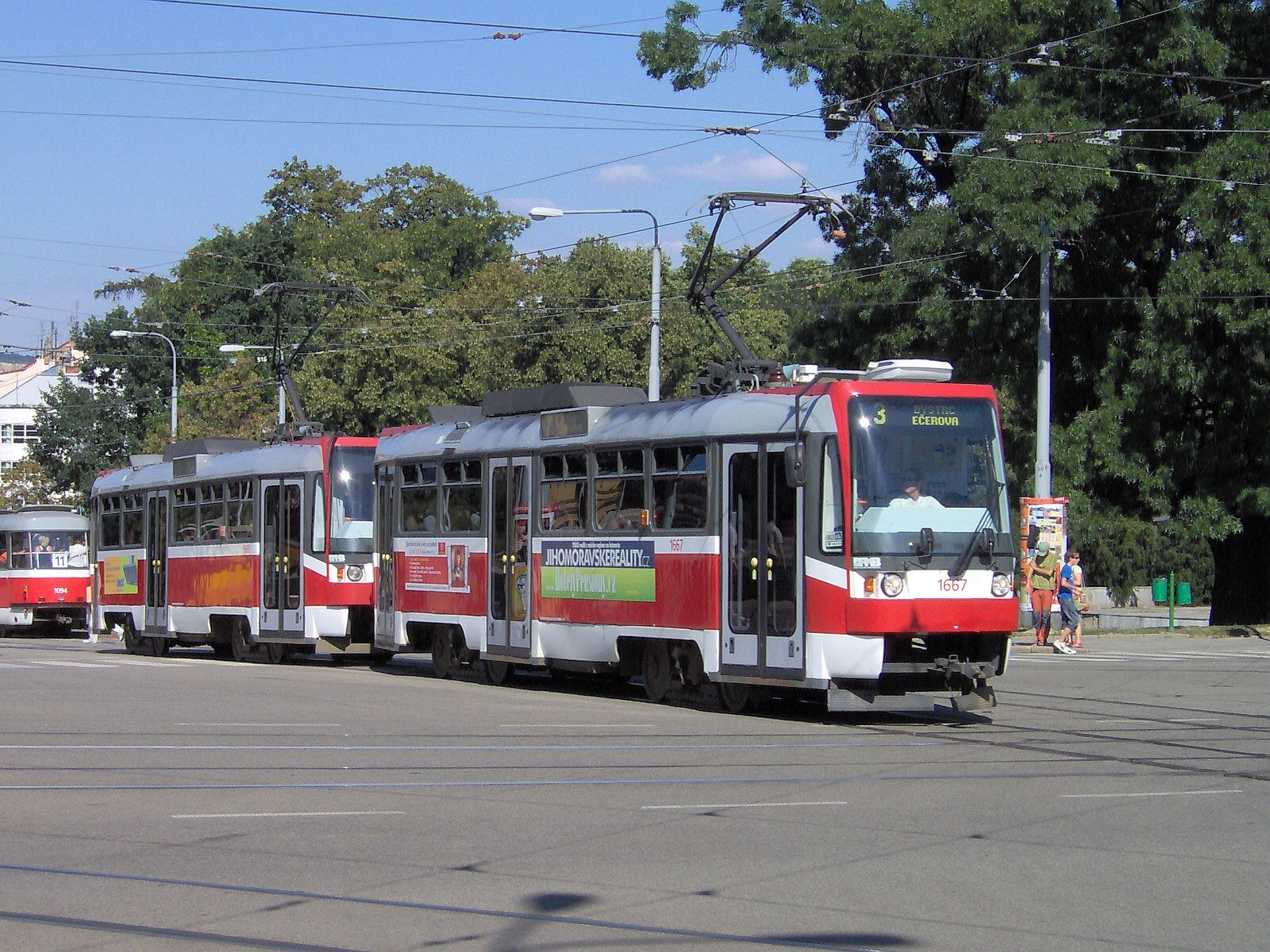
1667 + 1668（2008年撮影）

### プラハ

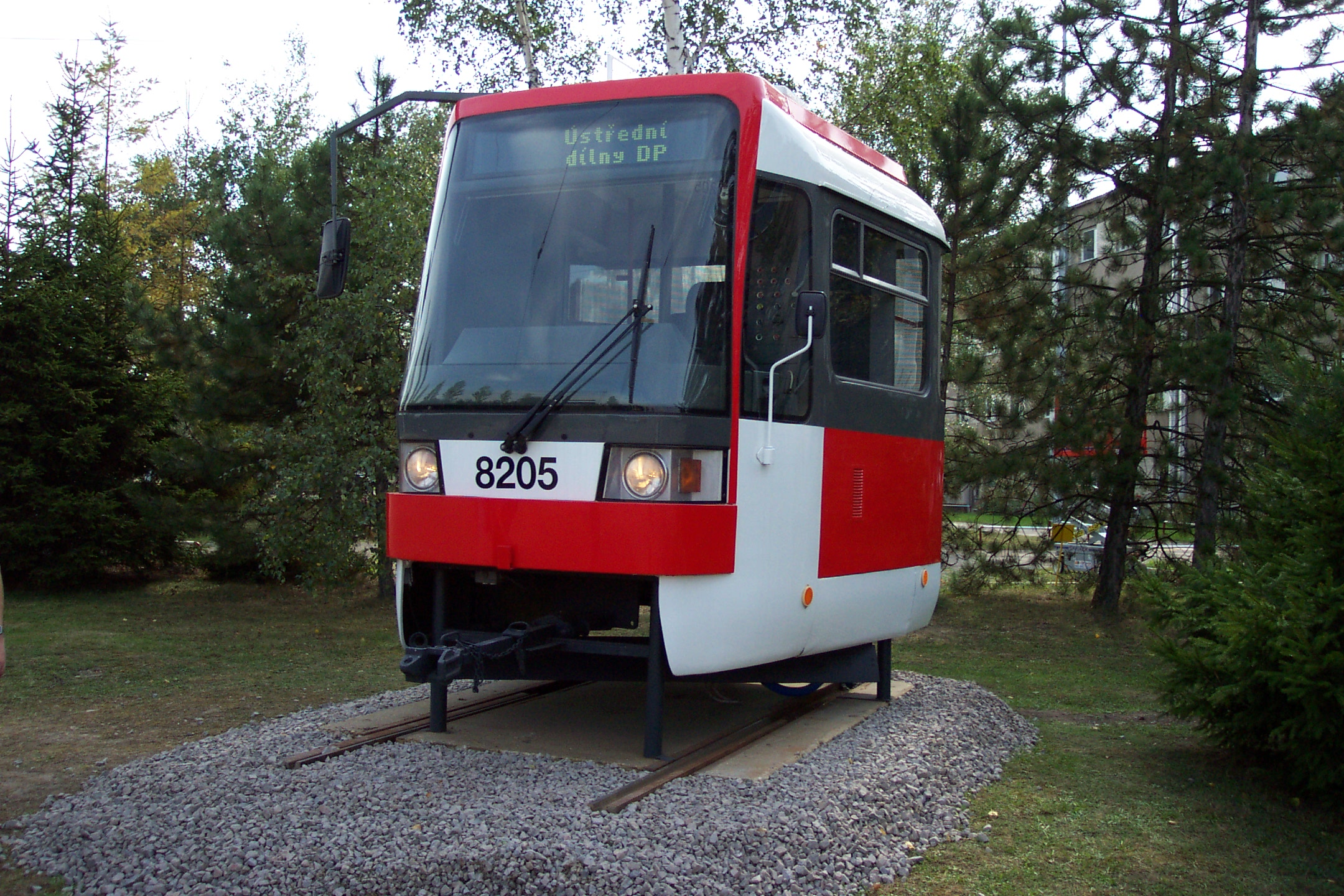
保存されている8205の前面（2006年撮影）

チェコの首都・プラハのプラハ市電には、1994年から1998年にかけて同市電の修理工場でタトラT3（6329）の台車や機器を流用したタトラT3Rが1両（8205）試作された。制御装置にはブルノ市電同様、GTO素子のTV8形が用いられた。1999年4月から営業運転に使用されたものの、故障が頻発し幾度も運用を離脱した結果2005年に廃車され、翌2006年に解体された。ただし先頭部分は残存し、以降は修理工場前に保存されている。

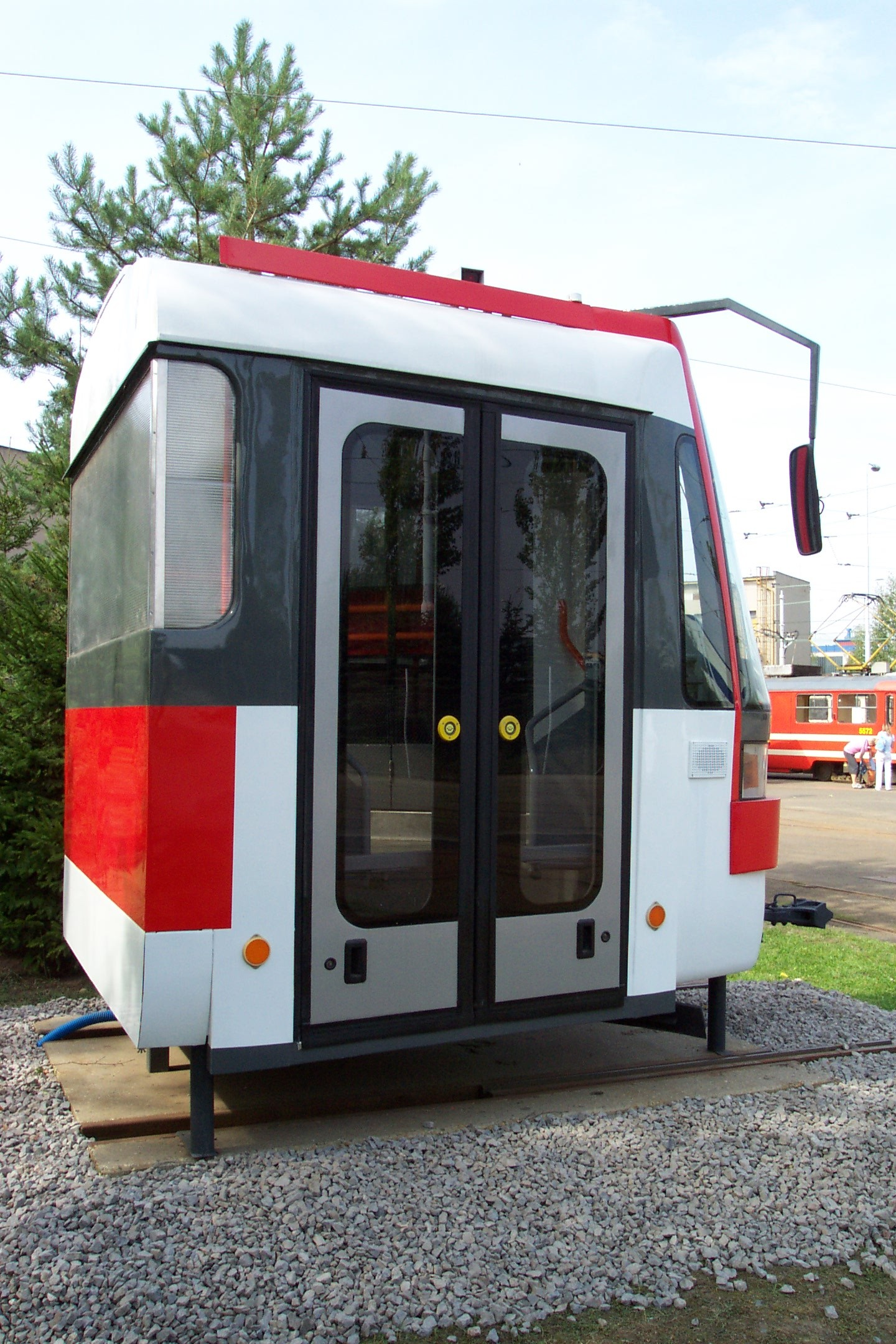
裏側（2006年撮影）

## 関連形式

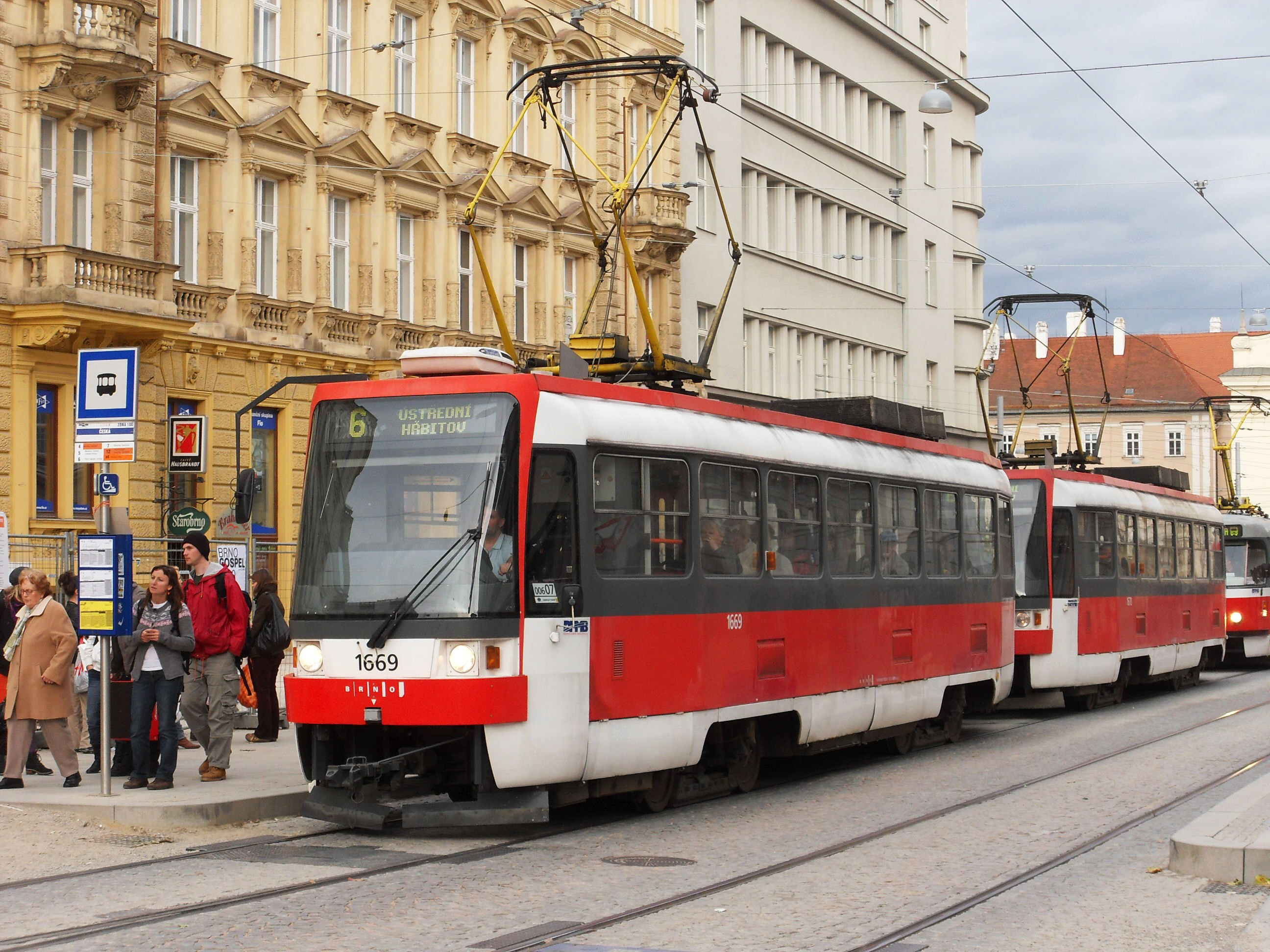
T3RF（ブルノ）

- タトラT3RF - 主にロシア連邦向けに8両が製造された[注釈 1]形式。タトラT3Rと同型の車体や機器を有するが、集電装置や乗降扉の形状など細部が異なる[9][10]。